# Скалка (притока Рудниці)
Скалка (словац. Skalka) — річка; ліва притока Рудниці, протікає в окрузі Ж'яр-над-Гроном.
Довжина приблизно 7,5—8,0 км. Витік знаходиться в масиві Флоховський хребет — на висоті приблизно 1130 метрів.
Протікає територією міста Кремниця.. Впадає у Рудницю на висоті приблизно 535 метрів.